# L'Unie (Belgique)
L'Unie est un parti unitaire fondé par Charles de Groot et William Vanneste en Novembre 2023. Son nom est une contraction de l’Union et De Unie. Ils se présentent pour la première fois en juin 2024, aux élections fédérales, dans la circonscription de Bruxelles-Capitale, du Brabant flamand et du Brabant wallon. Ils ne parviennent toutefois pas à obtenir d'élus.

## Programme électoral
L'unie est un parti dit "unitaire", cela veut dire qu'il promeut une politique de centralisation de la Belgique en transférant toutes les compétences politiques régionales et communautaires, directement vers le parlement fédéral. De ce fait, il n'y aurait plus qu'un seul gouvernement belge et un parlement national.
Leurs programmes est divisée en trois visions : La démocratie, l'éducation et l'innovation.
Pour ce qui est de la démocratie, ils défendent donc le retour à un état unitaire, mais aussi la création d'une circonscription électorale nationale pour la chambre des représentants. La baisse des subventions aux partis politiques, etc.
Pour l'éducation, ils proposent de renforcer l’enseignement de la seconde langue nationale à l’école afin d’enraciner le bilinguisme dans la population. Dans cette même logique, l’Unie veut créer des échanges linguistiques entre Nord et Sud du pays pour les jeunes de 14 à 18 ans. Ils souhaitent aussi que les vacances scolaires se passent en même temps pour tout les belges.
Pour l'innovation, l'Unie défend une simplification administrative et la réduction de la fiscalité. Adapter les allocations de chômage. L’Unie veut également œuvrer à l’autosuffisance énergétique de l’Europe grâce au développement des énergies renouvelables et du nucléaire. La formation est aussi favorable à la création d’une union européenne pour les achats militaires.

## Résultats électoraux
Pour leurs premiers scrutins, ils parviennent seulement à déposer trois liste dans les circonscriptions fédérales de Bruxelles-Capitale, du Brabant flamand et du Brabant wallon.
Ils obtiennent 0,3% dans la circonscription de Bruxelles-Capitale, 0,4% dans la circonscription du Brabant wallon et 0,5% dans la circonscription du Brabant flamand.
Leurs président, Charles de Groot parvient à être élu conseiller communal de la commune d'Overijse en 2024, sur la liste Team 3090 avec un score personnel de 559 voix.